# Prowincja Phrae
Phrae (taj. แพร่) – jedna z prowincji (changwat) Tajlandii. Sąsiaduje z prowincjami Phayao, Nan, Uttaradit, Sukhothai i Lampang.